# 佐々木国明
佐々木 国明（ささき くにあき、1978年3月22日 - ）はホッカイドウ競馬所属の調教師、元騎手。北海道茅部郡森町出身。
騎手時代の勝負服の登録服色は「白、赤左襷、赤袖」であった。

## 概要
姉・明美（元ホッカイドウ競馬騎手）とともに騎手を志し、1995年10月より若松平厩舎に所属。
1995年10月3日に帯広競馬場で初騎乗、同年11月1日に初勝利。2001年の栄冠賞で重賞初勝利、2005年の北海道2歳優駿でダートグレード競走初勝利。
ホッカイドウ競馬のリーディングでも2004年5位、2005年5位、2006年4位、2007年5位、と堅実な成績を収めている。
中央競馬の遠征では2003年のシャンハイジャンプで初勝利（札幌競馬場・2歳500万円以下）。
2012年11月13日第3レースで（地方競馬・中央競馬通算）800勝を達成
。
2013年12月2日～2014年1月31日南関東公営競馬において期間限定騎乗。南関東での所属は船橋競馬場・山本学厩舎。。
2015年8月5日（地方競馬・中央競馬通算）900勝を達成。
平成29年度第2回調教師試験に合格し、2017年12月1日付けで調教師となる。
2024年のフルールカップをゼロアワーで制し、調教師として重賞初制覇。

## 主な騎乗馬
- 北海道2歳優駿 - 2005年（エイティジャガー）
- 道営記念 - 2006年（サンマルアンサー）
- ステイヤーズカップ - 2003年（シンコウリーダー）
- 瑞穂賞 - 2006年（サンマルアンサー）
- ノースクイーンカップ - 2006年（サンマルアンサー）
- 北斗盃 - 2004年（シャンハイジャンプ）
- 王冠賞 - 2004年（シャンハイジャンプ）、2008年（ボク）
- 北海優駿 - 2008年（ボク）
- フロイラインカップ - 2002年（オリガミ）
- 栄冠賞 - 2001年（アサティスダイオー）、2003年（シャンハイジャンプ）、2010年（クラーベセクレタ）
- リリーカップ - 2007年（ストロングライデン）
- フローラルカップ - 2007年（カミヒコーキ）、2010年（クラーベセクレタ）
- ジュニアチャンピオン - 2003年（ダイヘイゲン）
- エトワール賞 - 2013年（ファイアーアップ）
- サンライズカップ - 2015年（タービランス）
- ブロッサムカップ - 2017年（クロスウィンド）

出典:

## 主な管理馬
- ゼロアワー（2024年フルールカップ、フローラルカップ、ブロッサムカップ 、2025年フロイラインカップ）